# Helder Barbalho
Helder Zahluth Barbalho, né le 18 mai 1979, est un homme politique brésilien.
Il est cité en 2017 parmi les bénéficiaires des pots-de-vin versés par la multinationale JBS.
Il est gouverneur de l'État de Pará depuis le 1er janvier 2019. Il est réélu le 2 octobre 2022, avec 69,4% des suffrages exprimés dès le premier tour.